# 소닉 매니아
소닉 매니아(Sonic Mania)는 2017년 8월, 세가에서 발매한 2D 플랫폼 게임이다. 플레이스테이션 4와 XBOX ONE, 닌텐도 스위치, PC(윈도우) 로 발매되었다. 2016년에 이이즈카 타카시에 의해 존재가 알려진 소닉 더 헤지혹 시리즈의 프로젝트이다. 7월 23일 오후1시에 샌디에이고에서 열린 파티에서 첫 트레일러 영상이 공개되었고, 게임 제작은 소닉 컬러즈와 소닉 제너레이션즈를 만든 소닉 팀과 소닉 1과 소닉 2의 리마스터링 게임을 만든 크리스천 화이트헤드, 헤드캐넌, 파고다웨스트 게임스가 담당하고 플레이스테이션 4와 PC, XBOX ONE으로 2017년 5월 21일에는 콜렉터즈가 북미 한정으로 나올 계획이었는데 8월말로 연기되었다. 유럽에서는 판매되지 않음을 밝혔다. 일본에서는 도쿄 게임 쇼에서 아시아 최초로 공개되어 일본 발매일은 봄에 출시될 예정이라고 발표하였지만 똑같은 사정으로 8월말로 연기되었다. 또한 1월 12일에는 세가측은 닌텐도 스위치 프레젠테이션을 통해 추가로 발매하겠다고 발표하였다.  애니메이션 형태의 새로운 트레일러 영상이 공개되어 새로운 존과 발매일이 8월 15일로 확정되었다. 그러나 PC(스팀) 버전은 30일로 연기되었다.

## 캐릭터
캐릭터로는 소닉 더 헤지호그, 마일즈 "테일즈" 프라우어, 너클즈 디 에키드나가 있다. 효과음은 소닉 더 헤지호그 (1991년 비디오 게임)을, 일부 BGM은 소닉 더 헤지호그 3을 사용하였다. 깨져나간 유리조각들과 많은 링이 빠져 나가는 연출은 너클즈 카오틱스와 동일하며, 가시가 가득 찬 크랙이나 갭에 빠졌을 경우 이전작과는 다르게 링이 다시 되돌아온다. 버튼을 눌러 순식간에 앞으로 나아가는 '드롭 대시'가 추가되었다. 각 액트를 달성하였을 때의 승리 포즈가 다르게 설정되었다.

## 그래픽
여러 채널에 의해 '스튜디오폴리스 존'과 '그린 힐 존'이 나온 상태이고 10월 26일에는 다른 채널에서는 '미러지 살롱 존'이 추가된 사실이 공개되었다. 1년 후, 2017년 3월 16일에는 소닉&너클즈에 등장한 클래식 스테이지인 '플라잉 배터리 존'이 추가되었고 5월 30일에는 소닉 CD에서 등장한 클래식 스테이지인 '스타더스트 스피드웨이 존'이 추가되었고, 6월 8일에는 소닉 2에서 등장한 클래식 스테이지인 '케미컬 플랜트 존'까지 추가되었다. 소닉의 스프라이트가 초기 프로토타입과 동일한 하늘색으로 변경되었다. 그리고 경사로를 진행할 때의 표현 방식이 어드밴스 형식으로 변했으며, 대미지를 입었을 때 링이 흩어지는 모습이 다소 입체적으로 바뀌었는데 이 입체적 연출은 너클즈 카오틱스에 사용된 것이다. 또한 소닉 더 헤지호그 시리즈의 게임기어 버전과 같이 링 여러개가 10개의 링을 상징하는 것과 같이 튀어나오는 연출이 생겼다. 액트 클리어 후 결과 화면에서의 연출은 소닉 3과 프로토타입 소닉 1을 계승했으며 패널을 계속 띄울 수 있고 일정 조건을 만족할 시 배리어가 나온다. 그 외에 소닉 1과 소닉 3에서 입수할 수 있는 4종의 배리어가 전부 등장하는데, 이 점은 소닉 1과 소닉 2의 스마트폰 이식판과 동일하다. 모든 액트마다 보스전이 출현한다.
또한 위로 드러나는 섬은 소닉의 얼굴 형상을 하고 있으며 오프닝은 샌디에이고의 25주년 기념 파티 참가자들의 합창을 녹음해서 만든 것이라고 한다.
닌텐도 DS와 3DS용 게임 개발자 레네게이드 키드가 7월 22일날 올라온 소닉 매니아 공개 트윗에, 닌텐도 3DS에 이식 할 의향이 있다면 연락을 달라고 말을 남기기도 했다.

### 아이템 목록
아래의 목록은 게임 내 등장이 확인된 아이템 박스의 목록이다.
슈퍼 링
링 카운트가 10 증가한다.
콤바인 링
파란색 링 모양을 하고 있으며 대미지를 입고 난 뒤 큰 링을 다시 입수할 경우 링 카운트가 13 증가한다. 너클즈 카오틱스에서 처음 차용되었다.
스피드 부스트
제한시간동안 스피드가 증가한다. 소닉 1에서 처음 차용되었다. 또한 전용 BGM까지 흐르는데 그것은 소닉 CD와 동일하다.
배리어
방어용으로 사용할 수 있으나 아무 점프 효과는 없다. 이 배리어는 소닉 1에서 처음 차용되었다.
플레임 배리어
점프 중에 불덩이 대시를 사용할 수 있다. 가시나무길을 불태울 수 있으나 수중 내에서는 사용이 불가능하다.
썬더 배리어
점프 중에 2단 점프를 사용할 수 있으며 주위의 링을 끌어모을 수 있다.
아쿠아 배리어
점프 중에 연속 바운드를 사용할 수 있다. 3개의 배리어는 소닉 3에서 처음 차용되었다.
무적 박스
모니터를 격파하면 20초 동안 무적이 된다.
에그맨 박스
모니터를 격파하면 대미지를 입으며 이는 소닉 3에서 처음 차용되었으며 이번 시리즈에 적용되었다.

## 스테이지

### 그린 힐 존
소닉 3과 같이 윗 부분과 아랫 부분을 나타낸 것이 기존의 소닉 1의 것과는 다르다. 지형이 부분적으로 바뀌었으며 아랫 부분에서는 원경이 바뀐다. 또한 움직이는 발판 위에 스프링이 설치된 곳도 찾아볼 수 있다. 그 외에 소닉 제너레이션즈의 그린 힐과 마찬가지로, 소닉 2에서 볼 수 있었던 코르크스크류 형태의 길도 생겼다.
공개된 액트 1의 보스는 두 대의 둥근 로봇이 체인으로 연결된 형태로, 둘 다 격파하고 나면 액트를 마치는 골 플레이트가 나타난다. 두 대가 모두 남아있을 때는 두 가지 공격 패턴을 번갈아 사용하는데, 처음에는 원작의 보스처럼 한 대가 다른 한 대의 아래에 매달려서 흔들린다. 이 때 두 메카 중 하나는 주황색으로 변하고 가시를 꺼내는데, 이럴 경우 무적 상태일 때만 안전하게 타격할 수 있다. 그 다음에는 두 메카가 화면의 중앙으로 이동하고, 체인의 중앙을 축으로 삼아 빠르게 회전하기 시작한다. 마지막으로 두 메카 중 하나를 격파하면 나머지 하나가 플레이어 캐릭터를 향해 돌격하지만 쉽게 피할 수 있다.
2017년 3월 11일에는 소닉 더 헤지혹 공식 유튜브 계정에서 액트2가 공개되었다. 이 액트에서는 플레임 배리어를 사용하여 가시통나무길을 불태울 수 있으며, 소닉 3의 앤젤 아일랜드 존과 유사하게끔 집라인과 토템폴을 설치해 두었다. 첫 번째 다리를 태워서 밑으로 내려가면 원작 액트 3와 동일하게 아이템 박스 5개를 통해 링 50개와 1UP을 얻을 수 있다.
6월 8일에는 SNS에서 공개되었던 액트 2 게임플레이 일부에 보스 사진이 공개되었다. 보스 캐릭터로는 소닉 2에 등장한 마지막 스테이지인 데스 에그 존에 등장한 것이다. 그것과는 달리 새롭게 구성되었고, 위치는 오른쪽이 아닌 왼쪽이다. 공격하려면 전작과 동일하지만 긴 드릴팔이 그를 향해 올리는 사이 위로 올라서 스핀대시(드롭 대시)를 해야 한다. 허나 멀리 있는 경우 에그 폭탄을 투화한다.

### 미라지 살롱 존
10월 26일에 유튜브 계정인 "Kinda Funny Games"에서 공개된 두번째로 추가된 스테이지이다.
소닉 2에 삭제되었던 스테이지인 "더스트 힐 존"과 소닉 CD에서 삭제되었던 스테이지인 "데저트 데즐 존"을 미국의 서부 개척시대를 모티브로 새롭게 제작한 것이다. 스테이지 중간에 현상수배 전단지 내용들 중에 소닉 파이터즈의 캐릭터 팡 더 스나이퍼, 빈 더 다이너마이트, 바크 더 폴라베어가 카메오로 출연한다. 또한 소닉 CD의 컬리전 카오스 존의 핀볼 구조와 와키 워크벤치 존에서 등장한 360도 회전하는 원통형 발판과 동일한 회전 의자로 구조물이 나타나고 게다가 소닉 1의 스프링 야드 존에서 등장한 배드닉인 롤러가 다시 등장하였고, 피아노 건반 스프링이 보이는데 그것은 소닉 어드밴스 2의 뮤직 플랜트의 구조와 유사하다.
또, 소닉&너클즈에 등장했던 에그 로보의 액자가 보이는데 캐릭터가 이동하면 눈동자도 따라 움직이게 나타나며, 에그로보가 쓴 건총을 거대화 구조로 바뀐다. 또한 모래로 된 회전구 구조물이 보이는데 회전해서 통과하거나, 멈추거나, 위에 올라서 대기하면 모래로 사라지게 된다. 그 구조물은 샌드폴리스 존의 모래벽과 동일하다. 그리고, 전구까지 보이는데 소닉 CD에 나온 구조물과 동일하다. 또한 풍선까지 보이는데 소닉 3의 카니발 나이트 존에 등장하지만 그것과는 달리 별모양이다.

### 스튜디오폴리스 존
스테이지 중간중간에 페이지 모양 영사기에서 닥터 에그맨이 앉았다 섰다하는 모습이 보인다.
스테이지 내에서는 세가소닉 팝콘 숍이 들어서 있으며 베어 너클 1의 상점인 'Pink Pot'이 'Pine Bot'으로 개칭되어 일부 배경으로 나오고 데이토나 USA의 홀넷, 과거 광고에 나온 세가의 반대어 AGES와 클럽 세가의 패러디인 CLUB SPIN으로 알려졌다. 또, 소닉 1의 스프링 야드 존에서 나온 COPE와 CPU가 인근의 고속 철도로 나온다. 런치 베이스와 데스에그 존에서의 유사한 구조의 루프를 찾아볼 수 있다. 스튜디오폴리스 존은 과거 2010년대의 소닉 게임들의 성우들이 녹음한 곳으로 알려져 있다. 또, 슬레이트의 아래를 보면 세가 게임즈의 로고가 붙어있고 CW(Christian Whitehead), HC(HeadCannon), 그리고 PWG(PagodaWest Games)가 적혀 있다. 또한 LED 전광판에는 BY THE MANIA라는 내용이 쓰여져있다.
이 존은 소닉 2의 메트로폴리스와 소닉&너클즈의 샌드폴리스와 같이 이름이 한 단어인 것을 유의하자.
이 존의 미니 보스는 2017년 3월 10일에 공식 SNS에서 발표된 '헤비 거너'라는 새로운 보스다. 이 보스는 헬기에 탄 채로 로켓 런처를 발사하므로, 이 보스전을 공략하기 위해서는 날아오는 포탄을 받아쳐야 한다.
액트 2에서는 방송 스튜디오와 유사한 구조물과 로또 구조물이 추가되었다. 구조물로 들어가면 숫자와 곱하기, 에그맨이 나오는데 에그맨이 나오지 않거나 같은 숫자와 나오면 링들을 얻을 수 있다. 그리고 주변에 카드를 지나가면 글자가 보이는데 이것은 미국의 인기 TV게임쇼인 휠 오브 포츈을 오마주 했었다. 그리고 LOCK ON은 소닉 & 너클즈에 나오는 기술장치이고, EGGMAN PIRATE TV은 영국의 세가 캠페인 광고였던 SEGA PIRATE TV를 패러디로 쓰인것이다. GENESIS DONE은 미국의 세가 제네시스 CM광고에 쓰인것이다.
액트 2 보스에서는 TV화면의 3가지 날씨 상황으로 변환하는 형태이다. 쓸어뜨리면 화면에서 정지화면이 나오고 오류음이 들리는데 우연하게도 1년전 미국에서 열린 소닉 25주년 기념 파티 인터넷 방송에서 나온 출력오류음과 동일하여 그대로 쓴것이다.

### 플라잉 배터리 존
3월 16일 소닉 더 헤지혹 공식 유튜브 계정과 미국 텍사스 주에서 열린 SXSW에서 공개된 27초의 짧은 시간으로 네번째 신규 스테이지이자 기존 클래식 스테이지를 수록된건 두번째이다. 소닉 2의 "윙 포트리스 존"에서 보였던 팬 과 배드닉, 골 플레이트, 모니터 등이 대량으로 쌓여있는 쓰레기 더미가 추가되었다.

### 스타더스트 스피드웨이 존
5월 30일에 트레일러 영상에서 공개되었던 다섯번째 신규 스테이지이자 클래식 기존 스테이지를 수록된건 세번째다. 기존 스테이지와 달리 아래쪽 달리는 구간에 회전하며 달리는 모습은 소닉 3의 "마블 가든 존"과 같은 구조로 되어있다. 유사한 구조물을 포함한 신규 구조물도 추가된것으로 확인되었다. 액트 1 미니보스는 소닉 CD에 등장한 반딧불이봇을 거대화로 등장하는데 가끔 조금 일반적으로 등장하지만 어느때는 둘과 같이 등장할때는 떨어진 상태에서 전기를 흐르게 한다.

### 케미컬 플랜트 존
6월 8일에 일부 유튜브 채널에서 등장한 여섯번째 신규 스테이지이자 클래식 스테이지로는 네번째다. 스테이지와 달리 케미컬 점프대의 효과음과 점프대 구조는 소닉&너클즈의 머쉬룸 힐 존에 등장한 머쉬룸 점프대와 소닉 CD의 와키 워크벤치 바닥으로 사용되었는데 더 높이 점프하려면 왼쪽에 있는 갈색 주사대를 올려만 한다. 또한 튜브가 돌아가는 구간과 갈라지는 구간 구조물은 소닉 CD의 와키 워크벤치와 메탈릭 매드니스에 사용된것이다. 그리고 신규 구조물로는 액체로 벽을 타거나 붙기도 한다.
액트 2 보스는 시간제한이 없지만 놀랍게도 미니게임 형식인 뿌요뿌요로 되어 있다. 관계적으로 소닉 시리즈의 외전작인 닥터 로보트닉의 민 빈 머신이 있었다. 만일 쌓여지게 되면 밑으로 떨어지게 되니 조심해야한다.

### 스페셜 스테이지
기존 작품들에게 있어 필수적인 요소인 카오스 에메랄드의 유무가 나오지 않고 있다. 다만 소닉 더 헤지혹 SNS 팀에 의하면 스페셜 스테이지는 존재하며, 지금까지 공개된 액트들은 거대한 선으로 이루어진 링이 숨겨져있는 것이 확인되었다. 7월 24일에는 미국 샌디에이고에서 열린 코믹스콘 2017에서 스페셜 스테이지의 실태와 음원이 공개되었다. 이번 스페셜 스테이지는 3D로 구성되어 있으며 구조 방식은 세가 새턴버전의 소닉 3D 블래스트와 소닉 CD, 소닉 3, 너클즈 카오틱스로 되어있다. 카오스 에메랄드를 얻으려면 날아오는 UFO를 쫓아가 쳐야하는데 제한시간이 있다. 시간을 추가하려면 링을 얻어야하고, 속도를 높이려면 주변 스피어들이 있어야 한다. 기존은 파란색으로 되어 있다가 기어가 올라갈수록 노란색으로 바뀔수 있다.

### 보너스 스테이지
공식 유튜브 계정에서 공개된 보너스 스테이지 모습이 공개되었다. 보너스 스테이지를 진입하려면 50개 이상의 링을 얻은후 체크 포인트로 가면 번쩍거리는 곳으로 들어가야 한다. 그 방식은 소닉 2, 소닉 3와 유사하다. 이번 스테이지는 소닉 3에서 등장한 블루 스피어다. 방식은 똑같지만 모든 블루 스피어만 없애면 은색 소닉 코인과 링까지 모두 얻어 퍼펙트를 받으면 황금색 소닉 코인을 받게 된다. 소닉 코인은 소닉 R에서 채용되어 있다. 코인들을 모으면 엑스트라에서 특정 모드를 해제할 수 있다.

## 여담
5월 27일 한국시간 약 새벽 1시에 유럽용 스팀 발매 날짜가 8월 15일에 발매된다는 것이 스팀사이트에 의해 유출되었다.

### 컬렉터즈 에디션
2016년 9월 한 달 동안 두 종류의 '소닉 매니아 리미티드 에디션 티셔츠'가 판매되었으며 컬렉터즈 에디션을 사전 주문할 수 있게 되었다. 그리고 올해 3월에 개최되는 사우스 바이 사우스웨스트에서 관련 정보가 생중계로 공개되었으며 본래 2017년 5월 31일에 발매될 예정이었으나 게임 제작의 지연으로 인해 8월 31일로 연기되었다고 밝혔다. 이와 관련하여 세가측은 아시아지역의 한국과 일본까지 포함하기로 결정되었다.
이 에디션에는 메가드라이브 스타일 컬렉터즈 박스가 증정되며 아래의 내용물을 넣어두었다.
- 게임을 내려받을 수 있는 금속형 컬렉터즈 카드, 클래식 소닉 12인치 피규어 + 메가드라이브 받침(받침의 스위치를 켜면 음성이 재생된다.), 금속제 링이 하나 들어있는 카트리지 형태의 틀(진짜 금속 제질은 아니다.).

## 평가
| 평가 |                                                |
| --- | ---------------------------------------------- |
| 통합 점수 통합사 점수 메타크리틱 PS4: 86/100 [ 5 ] NS: 86/100 [ 6 ] PC: 84/100 [ 7 ] XONE: 83/100 [ 8 ] 평론 점수 평론사 점수 디스트럭토이드 8/10 [ 9 ] EGM 9/10 [ 10 ] 유로게이머 Essential [ 11 ] 게임 인포머 8.5/10 [ 12 ] 게임 레볼루션 [ 13 ] 게임스팟 9/10 [ 14 ] IGN 8.7/10 [ 15 ] 닌텐도 라이프 9/10 [ 16 ] 닌텐도 월드 리포트 9/10 [ 17 ] PC 게이머 (UK) 82/100 [ 18 ] 폴리곤 7/10 [ 19 ] VideoGamer.com 7/10 [ 20 ] |                                                |
| 통합 점수 |                                                |
| 통합사 | 점수                                           |
| 메타크리틱 | PS4: 86/100 NS: 86/100 PC: 84/100 XONE: 83/100 |
| 평론 점수 |                                                |
| 평론사 | 점수                                           |
| 디스트럭토이드 | 8/10                                           |
| EGM | 9/10                                           |
| 유로게이머 | Essential                                      |
| 게임 인포머 | 8.5/10                                         |
| 게임 레볼루션 | [ 13 ]                                         |
| 게임스팟 | 9/10                                           |
| IGN | 8.7/10                                         |
| 닌텐도 라이프 | 9/10                                           |
| 닌텐도 월드 리포트 | 9/10                                           |
| PC 게이머 (UK) | 82/100                                         |
| 폴리곤 | 7/10                                           |
| VideoGamer.com | 7/10                                           |

## 소닉 매니아 플러스
2018년 3월 17일 사우스 바이 사우스웨스트에서 소닉 매니아의 확장팩 소닉 매니아 플러스가 공개되었다. 미국 기준 가격은 $29.99이며, 다수 국가에서는 예정이다. 또한 판매방식은 패키지와 DL로 동시에 판매되어 2018년 7월 17일 발매 예정이다. 또한 기존 소닉 매니아 보유자는 좀 더 저렴한 가격의 유료 DLC 방식으로 업그레이드가 가능하다. 변경점은 아케이드 게임 세가소닉 더 헤지호그에 등장했던 캐릭터 마이티 디 아르마딜로와 레이 더 플라잉 스쿼럴이 플레이어블로 추가된다. 또한 앙코르 모드를 신규로 추가되었고, 경쟁 모드가 2P을 4P로 플레이를 지원한다. 한정판으로 발매될 패키지 구성은 아래와 같다.
- 홀로그램 슬립 커버(미국과 유럽 한정)와 세가 제네시스/메가 드라이브 양면 표지, OST(일본과 한국 한정), 32페이지 분량으로 수록된 아트북이 동봉된다.

## 소닉 매니아 어드벤처스
2018년 3월 17일 SXSW에서 소닉 매니아 플러스 공개와 동시에 유튜브에서만 볼 수 있는 세가의 공식 애니메이션 소닉 매니아 어드벤처스가 공개되었다. 본 애니메이션은 에피소드 형태로 연재되는 방식이다. 스토리는 소닉 포시즈에서 에그맨 군단으로부터 승리하고 클래식 소닉은 팬텀루비 에너지로 레지스탕스와 헤어져 엔젤 아일랜드로 다시 돌아왔는데 그곳에 아수라장이 되었다. 그때 에그맨이 납치된 동물친구들이 구조물에 갇힌채로 들고 달아났다. 그것을 본 소닉은 다시 한번 모험을 펼치는 이야기이다.

### 플레이 영상들
- 게임스팟 사의 게임 플레이
- GameXplain의 게임플레이
- 폴리곤의 게임플레이
- Kinda Funny Games의 게임플레이
- 공식 계정에 올려진 액트 2의 게임플레이

### 팬 게임 데모 버전
- 다운로드 링크